# Mihail Lupoi
Mihail Lupoi (n. 10 iunie 1953, Piatra-Neamț, Neamț, România – d. 28 iulie 2012, București, România) a fost un ofițer, arhitect și politician român.
A terminat Facultatea de Arhitectură „Ion Mincu” din București.
În 22 decembrie 1989, în timpul revoluției, având gradul de căpitan în armată, Lupoi a apărut la televiziunea română anunțând că armata este alături de popor, și a făcut afirmația că armata nu a deschis focul împotriva populației. Cu aceeași ocazie l-a anunțat pe generalul Nicolae Militaru ca ministru al apărării. Tot atunci a avertizat - însoțit de protestele lui Mircea Dinescu - asupra posibilității unei intervenții militare din afară, în caz că se va ajunge la haos.
A fost membru în Consiliul Frontului Salvării Naționale și ministru al turismului între 2 ianuarie și 7 februarie 1990, în primul guvern postrevoluționar. A demisionat din funcția de ministru. În iulie 2000, Mihail Lupoi s-a stabilit în Elveția și revenit în România în 2000.
A fost ales în Senatul României în legislatura 2000-2004 și 2004-2008, în județul Dolj pe listele partidului PRM. Din mai 2005 s-a afiliat la PNL. A fost vicepreședinte al adunării generale NATO. În legislatura 2000-2004, Mihail Lupoi a fost membru în grupurile parlamentare de prietenie cu Statul Israel și Regatul Thailanda. Mihail Lupoi a înregistrat 70 de luări de cuvânt în legislatura 2000-2004 și 56 de luări de cuvânt în legislatura 2004-2008. Mihail Lupoi a inițiat 21 de propuneri legislative în legislatura 2004-2008, din care 6 au fost promulgate legi.  
Mihail Lupoi a murit de cancer la vârsta de 59 de ani, la 28 iulie 2012.